# Fuerzas Espaciales de Rusia
Las Fuerzas Espaciales de Rusia (del ruso: Космические войска России) fue una rama de las Fuerzas armadas de Rusia responsable de las operaciones militares en el espacio. Fueron formadas y comenzaron a cumplir sus funciones el 1 de junio de 2001, aunque su historia tiene sus raíces a mediados de los años 1950 con la formación de las primeras unidades militares de finalidad espacial al comenzar la creación del primer satélite artificial. Desde el año 2002 cada 4 de octubre se celebra el Día de las Fuerzas Espaciales coincidiendo con la fecha del lanzamiento de Sputnik 1, el 4 de octubre de 1957. Cuenta con 100 000 efectivos activos. El 1 de diciembre de 2011 las Fuerzas Espaciales de Rusia fueron reemplazadas por las Fuerzas de Defensa Aeroespacial de Rusia (del ruso: Войска воздушно-космической обороны).
El 1 de agosto de 2015, la Fuerza Aérea de Rusia y las Fuerzas de Defensa Aeroespacial de Rusia se fusionaron para formar las Fuerzas Aeroespaciales de Rusia. Como resultado, las Fuerzas Espaciales Rusas se restablecieron y ahora son una de las tres sub-ramas de la nueva rama militar.

## Organización
Las principales tareas de las Fuerzas Espaciales de Rusia es estar informando a los líderes políticos más altos y los comandantes militares de los ataques con misiles tan pronto como sea posible, esto quiere decir alertar sobre ataques con misiles balísticos. Además la creación, implementación, mantenimiento y control de vehículos espaciales en órbita.
Algunas unidades de las fuerzas espaciales incluyen el 3.er Ejército de Misiles de Defensa del Espacio, y una División de Alerta de Ataque de Misiles, ambas con sede en Solnechnogorsk, cerca de Moscú. Las instalaciones incluyen el radar Qabala en Azerbaiyán, junto con un número de otros radares de advertencia de gran tamaño, y el sistema de misiles A-135 antibalísticos que protege a Moscú.
También hay una instalación de seguimiento óptico, el complejo Okno (Ventana) cerca de la ciudad de Nurek en el centro de Tayikistán, que está destinado a monitorear objetos en el espacio. El Okno es capaz de rastrear objetos a 40 000 kilómetros (25 000 millas) de la Tierra, dijeron las fuerzas espaciales cuando se puso en servicio en 2002. La instalación incluye un equipo similar a un telescopio alojado en varias esferas grandes, similar al sistema GEODSS de Estados Unidos.

### 3.erEjército de Defensa Espacial de Misiles
1º División de Alerta de Ataque de Misiles, cuartel general en Solnechnogorsk
Cuartel Este - Komsomolsk-na-Amure
Cuartel Oeste - Kurilovo (Serpuhov-15)
Sitio de Radar (ORTU) RО-1 Olenegorsk - Radar Dnepr
Sitio de Radar RО-5 Beregovo, Ucrania - Radar Dnepr/Daugava
Sitio de Radar RО-4 Nikolaev, área de Sebastopol, Crimea - Radar Dnepr
Sitio de Radar ОS-2 Balhash, Kazajistán- Radar Dnepr
Sitio de Radar ОS-1 Mishelevka, Óblast de Irkutsk - Radar Dnepr
Sitio de Radar RО-30 Pechora - Radar Daryal
Sitio de Radar RО-7 Gabala, Azerbaiyán - Radar Daryal
Sitio de Radar Gantcevichi, Bielorrusia - Radar Volga
Sitio de Radar Komsomolsk del Amur - Radar Duga-2
Sitio de Radar Sofrino, en conjunto con el PRO - Radar Don-2
9º División de defensa contra misiles, cuartel general en Sofrino (utiliza el Sistema antimisiles A-135)
Sitio de Misiles - Novopetrovska - 51Т6
Sitio de Misiles - Klin - 51Т6
Sitio de Misiles - Shodna - 53Т6
Sitio de Misiles - Turakovo (Aleksandrov) - 51Т6
Sitio de Misiles - Korolev - 53Т6
Sitio de Misiles - Litkarino - 53Т6
Sitio de Misiles - Aeropuerto Internacional de Moscú-Vnúkovo - 53Т6
Sitio de Misiles - Kolodkino - 51Т6
Sitio de Radar Sofrino - Radar Don-2
Sitio de Radar Stremilovo (Chehov-7) - Radar Dunay
Sitio de Radar Kubinka - Radar Dunay-M
45.ª División de Control Espacial, cuartel general en área de Noginsk
Complejos Ópticos Electrónicos - Objeto 7680 - Nurek, Tayikistán
Radar Láser Krona ОРТУ - Zelenchukska, área de Cherkessk
(También se usan los Sitios de Radar Sofrino, Balhash y Mishelevka)
15º Ejército de las Fuerzas Aeroespaciales (2018)
Centro principal de control de sistemas espaciales y pruebas de Titov
Centro principal de advertencia de ataque con misiles
Centro principal de inteligencia espacial
Cosmódromo de Plesetsk